# Brigit Wyss
Pour les articles homonymes, voir Wyss.
Brigit Wyss, née le 22 avril 1960 à Lüsslingen, est une personnalité politique suisse, membre des Verts.

## Biographie
Juriste spécialisée dans le droit environnemental, Brigit Wyss est élue à l'exécutif de la ville de Soleure en janvier 2004. Depuis avril 2005, elle siège également au parlement cantonal, dont elle démissionne à la fin de l'année 2007 à la suite de son élection au Conseil national où elle siège jusqu’en 2011. En 2013, elle revient au parlement cantonal.
Le 23 avril 2017, elle est élue au Conseil d'Etat soleurois, où siège pour la première fois un membre des Verts.
De 2004 à 2016, elle est membre du comité des Verts soleurois (co-présidente de 2012 à 2016).